# Tętnica twarzowa

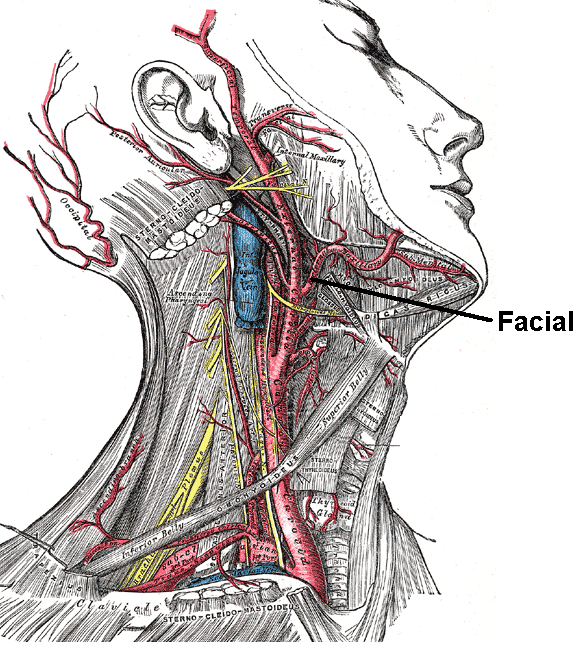
Tętnica twarzowa podpisana Facial

Tętnica twarzowa (łac. arteria facialis, ang. facial artery) – w anatomii człowieka tętnica odchodząca od tętnicy szyjnej zewnętrznej powyżej tętnicy językowej, zaopatrująca przednią część twarzy, boczną ścianę oraz dno jamy ustnej.
Tętnica ta dzieli się na część szyjną i twarzową, które są rozdzielone dolnym brzegiem żuchwy.
Po odejściu z przedniego obwodu tętnicy szyjnej zewnętrznej przebiega ku górze i ku przodowi pod tylnym brzuścem mięśnia dwubrzuścowego i mięśniem rylcowo-gnykowym dochodząc do trójkąta podżuchwowego, gdzie oddaje następujące gałęzie:
- tętnicę podniebienną wstępującą,
- tętnicę podbródkową,
- gałąź migdałkową (ramus tonsillaris) do migdałka podniebiennego,
- gałązki gruczołowe (rami glandulares)[1][3].

Wnika w miąższ ślinianki podżuchowej, aby w dalszym przebiegu dojść na twarz po przewinięciu się na dolnym brzegu trzonu żuchwy przy przedniej krawędzi mięśnia żwacza. 
W obrębie twarzy oddaje kolejno:
- tętnicę wargową dolną,
- tętnicę wargową górną,
- tętnicę kątową – zespalającą się z tętnicą grzbietową nosa (odgałęzieniem tętnicy ocznej odchodzącej od tętnicy szyjnej wewnętrznej)[1][3].